# Диаболо
Диаболо е уред за жонглиране, който се състои от макара и две пръчки, свързани с връв. Макарата се върти и подхвърля на връвта, завързана за две пръчки, които се държат в двете ръце. Използването на въжето, пръчките и различни части на тялото позволява голямо разнообразие от трикове. Още повече трикове могат да се добавят, като се въртят няколко макари на едно въже.
Диаболо се изработват в различна форма и от различни материали. Големите и по-тежки диаболо запазват своята инерция по-дълго, докато малките и по-леки диаболо могат да бъдат хвърлени по-високо и тяхното въртене може да се забърза по-лесно. Гумените диаболо са по-здрави и издръжливи, но металните диаболо могат да се палят, като се добавят фитили, закрепени отстрани на оста на макарата. Най-често този „спорт“ се практикува в цирковете и по карнавалите.